# Acrospermales
Acrospermales är en ordning av svampar. Acrospermales ingår i klassen Dothideomycetes, divisionen sporsäcksvampar och riket svampar.